# François Perrier

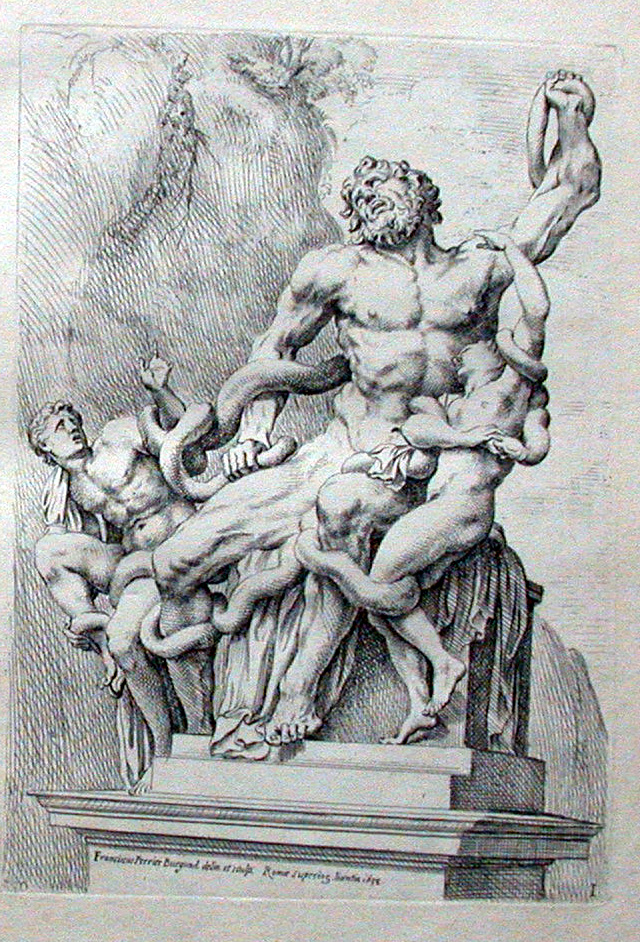
Laokoón-csoport (1638)

François Perrier (Pontarlier, 1594 körül – Párizs, 1649. november 2.) burgundiai vagy Franche-Comté-ből származó művész, rézmetsző.
1625-ben Itáliába utazott. Műveire nagy hatással volt Giovanni Lanfranco, olasz barokk festő munkássága. 1630-ban Párizsban Simon Vouet, francia barokk festővel dolgozott együtt. 1633-ban műveire láthatólag nagy hatást gyakoroltak az ókori görög szobrászat alkotásai. 1638-ban adta ki Icones et Segmenta Nobil. Signorum et Statuarum quae Romae extant című művét (100 rézmetszetből álló tábla gyűjteménye). 1648-ban egyik alapító tagja volt a híres királyi festészeti és szobrászati akadémiának (l'Académie Royale de peinture et de sculpture).
Ő volt az első rézmetsző, aki két külön táblát használt a különféle színekhez és ezzel az első kétszínű rézmetszeteket is sikerült elkészítenie.
A rézmetszőket mindig is foglalkoztatta legalább az a kérdés, hogy a fekete (sötét) és fehér (világos) felületek hogyan ábrázolhatók megfelelően, és a színes ábrák előállításának lehetőségét is vizsgálták. Az első színes réznyomatokkal a 17. század közepén kezdtek kísérletezni. Egyes nézetek szerint a többszínű rézmetszetek technikáját Abraham Bosse fejlesztette ki, melyet 1645-ös értekezésében  írt le. Ő külön lemezt használt a fekete és a többi szín számára.

## Kapcsolódó szócikk
- Abraham Bosse